# Ашага-Стал
Аша́га-Ста́л (лезг. Агъа Стӏал) — село в Сулейман-Стальском районе Республики Дагестан. Административный центр «Ашага-Стальского сельсовета».
Родовое село первого народного поэта Дагестана Сулеймана Стальского.

## География
Село расположено в 150 км к югу от Махачкалы и в 2 км к северо-востоку от районного центра — села Касумкент.

## Этимология
Официальное название села Ашага-Стал в переводе с тюркского на русский означает — Нижний Стал. Лезгинское название села Агъа СтIал, также означает — Нижний Стал.

## История
Село исторически относится к одному лезгинских сихил (обществ) — «стIалар».
Во времена Кавказской Албании здесь находилась одна из столиц области Кран. В 1610 году вблизи селений Юхари-Стал, Орта-Стал и Ашага-Стал произошла битва иранцев с лезгинами и табасаранцами, в которой иранцы потерпели поражение.
Жители села приняли активное участие в восстании 1877 года. После подавления восстания многие были казнены или высланы в Сибирь.
В 1886 году в Ашага-Стале насчитывалось 246 домов, население составляло 1269 человек (630 мужчин, 639 женщин).

## Население
| 1895  | 1926  | 1939  | 1970  | 1989  | 2002  | 2010  |
| ----- | ----- | ----- | ----- | ----- | ----- | ----- |
| 1269  | ↗1342 | ↗1717 | ↗2142 | ↘1869 | ↗2628 | ↗2849 |
| 2021  |       |       |       |       |       |       |
| ↘2764 |       |       |       |       |       |       |

## Достопримечательности
Ашага-Стал — родина Народного поэта Дагестана Сулеймана Стальского, прозванного Гомером XX века. Дом, в котором жил поэт, с 1950 года является Мемориальным музеем С. Стальского.
В селе родилась и поэтесса Саяд Стальская.